# 亞丁灣紅鯒
亞丁灣紅鯒，為輻鰭魚綱鮋形目牛尾魚亞目赤鯒科的其中一種，其种加词“adenensis”意为“亚丁湾的”。分布於西印度洋的亞丁灣海域，棲息深度約225公尺，體長可達25公分，為底棲性魚類，屬肉食性，生活習性不明。